# 大西洋銀行

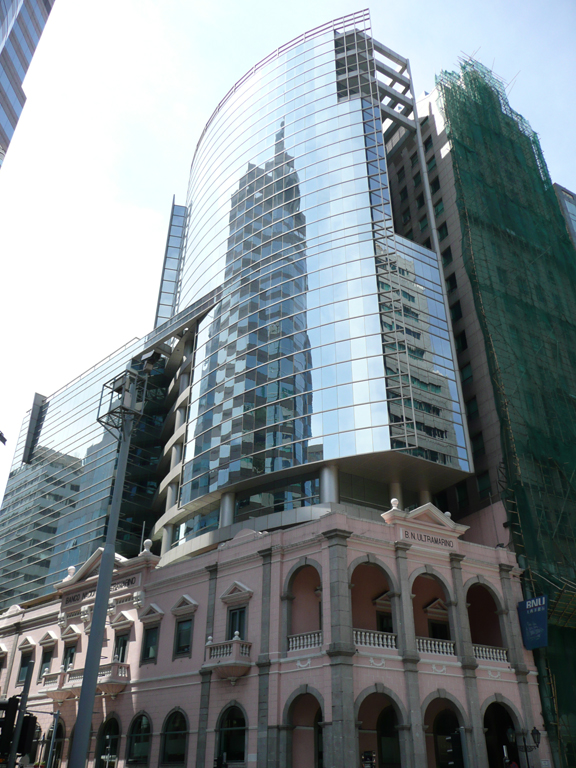
大西洋銀行本店ビル（マカオ）
大西洋銀行が2005年の紙幣改刷で発行を開始したパタカ紙幣 では、全額面の裏面に描かれている。

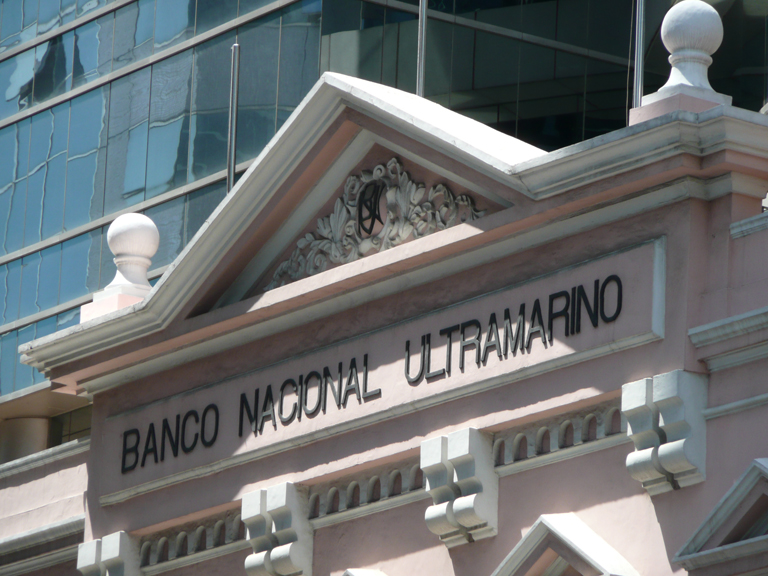
本店ビルにおける"BANCO NACIONAL ULTRAMARINO"の表記

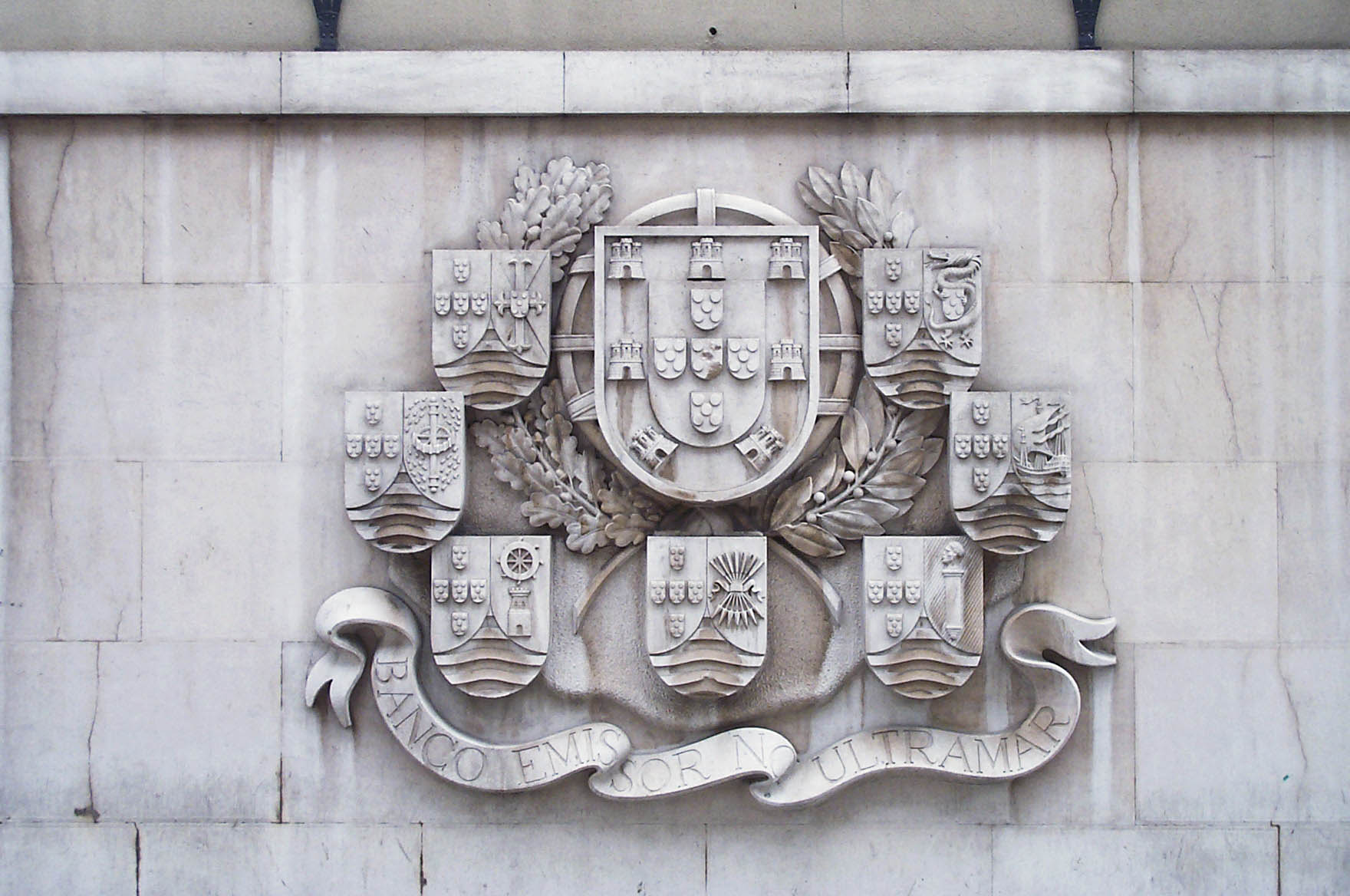
各植民地を象徴する大西洋銀行の紋章（リスボン）

大西洋銀行（たいせいようぎんこう、ポルトガル語:Banco Nacional Ultramarino, BNU）とは、中華人民共和国マカオ特別行政区に本店を置く銀行の一つである。中国銀行マカオ分行とともに、マカオ・パタカの発券銀行でもある。

## 概要
大西洋銀行はマカオ特別行政区における市中銀行の一つである。すなわち、個人・法人に対して通常の金融業務（預金、為替、融資、クレジットカードの発行など）を行っている銀行である。また市中銀行であると同時に発券銀行でもあり、マカオ金融管理局の監督下において、同局に香港ドルを預託してパタカ紙幣を発券している。
なおマカオ特別行政区は南シナ海に面しており、行名となっている“大西洋”とは遠く離れているが、"Banco Nacional Ultramarino"に対応する同行の中国語表記「大西洋銀行」は植民地経営の歴史的経緯、すなわちポルトガルによる植民地経営活動の中心となった「大西洋」に由来するものである。
現在大西洋銀行が発行するマカオ・パタカの紙幣は、ポップ体という紙幣の書体としては珍しいかわいい書体の漢字を使っている。ちなみにもう一つのマカオ・パタカの発券銀行である中国銀行マカオ分行発行の紙幣は、「中國銀行」の文字が筆文字となっている以外は何の変哲もないゴシック体の漢字を使っている。

## 歴史
ポルトガルの植民地における経済発展および発券業務を担うため、1864年、リスボンにおいて大西洋銀行が設立された。翌1865年にはアンゴラ、カーボベルデの両植民地に支店を開設し、さらに3年後の1868年にサントメ・プリンシペ、ゴアおよびモザンビークで支店を開設している。
大西洋銀行がマカオに進出し、支店を開設したのは1902年のことである。1905年1月27日、マカオ政府（当時）の授権により1パタカおよび5パタカ紙幣の発行が始まった。
なお、マカオに進出した1902年、大西洋銀行はポルトガル領ギニア（現:ギニアビサウ）にも支店を開設しており、1912年にはポルトガル領ティモールのディリ（現:東ティモールの首都）、およびブラジルにも進出している。
1932年、ポルトガル本国においてアントニオ・サラザールによる独裁政権が成立、続けて第二次世界大戦の勃発、および冷戦体制と世界の情勢は大きく変化していたが、ポルトガル本国の中立政策により、大西洋銀行による植民地の銀行業務に大きな影響を与えることはなかった。
しかし、大西洋銀行の経営基盤は1974年のポルトガル本国におけるカーネーション革命で変化する。同革命で独裁政権が倒れ、ポルトガルが有する植民地の独立運動が激化した。ポルトガルの各植民地は独立（ティモールはインドネシアによる占領）し、大西洋銀行の（マカオを除く）各支店は単独の銀行として独立していった。また、大西洋銀行そのものもカーネーション革命により国有化された。
1988年、大西洋銀行の一部民営化が始まり、ポルトガル貯蓄信用銀行(en:Caixa Geral de Depósitos)が過半数の株式を取得した。
1993年には、マカオに隣接した中華人民共和国の経済特区である珠海市に支店を開設する。
そして2001年、大西洋銀行リスボン本社がポルトガル貯蓄信用銀行に吸収合併され、ポルトガルから"Banco Nacional Ultramarino"の名が消滅した。大西洋銀行マカオ支店もポルトガル貯蓄信用銀行に吸収されたが、同支店は「大西洋銀行」の名を残したままマカオの企業としてマカオ特別行政区に企業登記することとなった。これにより、大西洋銀行はマカオに本店を有する銀行となった。

## 外部サイト
- 大西洋銀行 （中国語、英語、ポルトガル語）